# رأس صقلب
رأس صقلب (بالفرنسية: Cap Roux) هو أقصى رؤوس الساحل الشمالي للبلاد التونسية غربًا، يقع على بعد 3 كم شمال غربي طبرقة، وهو على الحدود التونسية الجزائرية.